# Döse
Döse est un quartier de la ville allemande de Cuxhaven, dans l'arrondissement du même nom, Land de Basse-Saxe.

## Géographie
Döse fait partie de la région touristique de Cuxland. Döse se situe à l'embouchure de l'Elbe dans la mer du Nord, ce que symbolisent la Kugelbake et son fort.

## Histoire
Döse est mentionné pour la première fois en 1394 sous les noms de Westerdose et Osterdose lors d'une vente à Hambourg. Le nom signifie simplement la présence de marécages.
Le lieu est colonisé au XVIe siècle. Une chapelle est bâtie en 1528.
En 1905, Döse est absorbée par Cuxhaven.

## Source, notes et références
- (de) Cet article est partiellement ou en totalité issu de l’article de Wikipédia en allemand intitulé « Döse » (voir la liste des auteurs).